# Ilbesheim bei Landau in der Pfalz
Ilbesheim bei Landau in der Pfalz é um município da Alemanha localizado no distrito de Südliche Weinstraße, no estado da Renânia-Palatinado. É membro da associação municipal de Verbandsgemeinde Landau-Land.

## Política
Cadeiras ocupadas na comunidade:
|      | SPD | CDU | FWG | UBI | Gesamt      |
| 2009 | 3   | 4   | 6   | 3   | 16 Cadeiras |
| 2004 | -   | 5   | 6   | 5   | 16 Cadeiras |